# NGC 2071
NGC 2071 (другое обозначение — LBN 938) — отражательная туманность в созвездии Орион. Входит в состав туманности M78.
Этот объект входит в число перечисленных в оригинальной редакции «Нового общего каталога».
Находится, как и NGC 2024 в тёмном облаке L1630, являющейся частью молекулярного облака Орион B.